# 杜罗河畔科拉莱斯
杜罗河畔科拉莱斯（西班牙語：Corrales de Duero）是西班牙卡斯蒂利亚-莱昂巴利亚多利德省的一个市镇。总面积18平方公里，总人口126人（2001年），人口密度7人/平方公里。